# 中国人民解放军第五军
中国人民解放军第五军是1950年在新疆由东突厥斯坦民族军改变的一个军。

## 历史
新疆三区革命武装改编为新疆民族军。主要来源为：
1. 阿山哈萨克族武装：1943年至1944年的阿山暴动中，乌斯满、达力克汗领导的民族武装。1945年底三区革命胜利后，乌斯满坚定维护传统宗教，政治上希望实行伊斯兰教法，维护牧主的土地权利及传统的贵族利益，与达列力汗决裂。1946年6月，第二次国共内战全面爆发。1946年8月至9月间，乌斯满多次派人赴迪化联络中国国民党新疆当局，要求给予援助并派军队到阿山。国民党新疆当局随即给乌斯满调拨大量武器弹药，并派出军统特务携电台跟随乌斯满行动，以便乌斯满和迪化联络。1946年初冬至1947年春，乌斯满部队袭击福海县，与达力克汗的部队爆发战争。1947年1月至3月，乌斯满率600人的武装先后五次偷袭承化县等地，胁迫大批牧民迁移。乌斯满的行动对《和平条款》构成严重破坏，“三区”方面在1947年2月发布命令，撤销乌斯满一切职务。任命达列力汗担任阿山行政公署专员。1947年8月，在中国国民党新疆当局支持下，乌斯满兵分三路进攻阿山。达列力汗指挥部队反击，但因乌斯满兵力强，攻占青河县、富蕴县等地。民族军总指挥部很快调来两个骑兵团、一个摩托化加强营，同阿山的部队合并，由民族军副总指挥达列力汗与列斯肯指挥，兵分三路进攻阿山，乌斯满大部主力遭歼灭，残部逃走，大量武器装备被丢弃。1947年10月17日，民族军进驻承化县。10月22日，阿山各县全部收复，达列力汗此前发出的一个月打回阿山的誓言终于实现。，中国国民党想借助乌斯满进攻“三区”方面的计划失败。为表彰达列力汗恢复阿山的战功，“三区”方面授予其“人民英雄”勋章。[1]被三区临时政府任命为阿山地区专员。乌斯满自此一蹶不振，新疆和平解放后沦落成新疆、青海最猖獗的巨匪。1951年2月在青海柴达木被解放军剿匪部队活捉，两个月后在迪化经公审后枪决。
2. 新疆伊犁解放组织。来源复杂、人员众多、装备精良，是新疆民族军的主力。
3. 南疆蒲犁（今塔什库尔干）的蒲犁游击队。由柯尔克孜人和塔吉克人组成，领导者是从苏联伏龙芝军事学院毕业的伊斯哈克伯克·穆努诺夫。
4. 塔城战斗小组，领导人是司马义诺夫。后来成为新疆民族军的主力骑兵团，在解放阿山、新疆和平解放后的平叛战斗中战功卓著。该部沿革为第五军第14师第40团第3营。

从1948年起，新疆民族军参照人民解放军的政治工作原则教育部队，官兵关系和军民关系改善。1949年9月，新疆和平解放。此时，新疆民族军共有5个骑兵团和3个步兵团，另外还有一个独立骑兵营和大约500人的后勤人员，总兵力达到14020人。拥有各种步枪9088支，短枪184支，轻机枪405挺，重机枪68挺，迫击炮66门，火炮12门，高射炮7门，掷弹筒55个，手榴弹14480枚，战马5522匹，运输马521匹，马车311辆，轻型坦克2辆，装甲车1辆，飞机42架（可以使用的有14架，即6架轰炸机和8架战斗机），军用车辆30辆。随后，中国人民解放军第一兵团进军新疆。民族军为接应人民解放军入疆，自玛纳斯河以西停战线分别进至东疆和南疆。1949年12月上旬，一部到达迪化与第一野战军第一兵团会师。1949年12月20日，中国人民革命军事委员会发布命令，将民族军改编为中国人民解放军，授予“中国人民解放军第五军”番号。1950年1月10日，新疆民族军在伊宁改编为中国人民解放军第五军，下辖两个步兵师和两个独立骑兵团，共1.3万余人。1950年1月起，新疆军区先后成立喀什军区、迪化军区、伊犁军区3个三级军区。其中，伊犁军区由第五军军部兼，下辖伊宁军分区、塔城军分区、阿山军分区。
| 伊犁军区司令员暨第五军军长 1. 法铁依·伊凡诺维奇·列斯肯（1949年12月—1953年，第五军军长。1950年1月至1952年11月兼伊犁军区司令员） 2. 马尔果夫·伊斯哈科夫（1953年—1954年10月，第五军军长） 伊犁军区副司令员暨第五军副军长 - 马尔果夫·伊斯哈科夫（1949年12月—1953年，第五军副军长兼第五军参谋长。1950年1月至1952年11月兼伊犁军区副司令员） - 哈沙诺夫·阿不都热依木（1951年2月—1952年11月，伊犁军区副司令员） | 伊犁军区政治委员暨第五军政治委员 1. 顿星云（1950年3月—1952年11月，第五军政治委员兼伊犁军区政治委员兼伊犁州州委书记） 2. 李铨（1953年—1954年10月，第五军政治委员） 伊犁军区副政治委员暨第五军副政治委员 - 曹达诺夫·扎伊尔（1949年12月—1952年12月，第五军副政治委员） - 奴尔莫合买提·沙提洛夫（1952年12月—1954年10月，第五军副政治委员） |

| 伊犁军区参谋长暨第五军参谋长 1. 马尔果夫·伊斯哈科夫（1949年12月—1953年，第五军副军长兼第五军参谋长） | 伊犁军区政治部主任暨第五军政治部主任 1. 奴尔也夫·巴吾东（1950年1月—1951年6月，第五军政治部主任兼伊犁军区政治部主任） 2. 李恽和（1951年6月—1952年8月，第五军政治部主任兼伊犁军区政治部主任） 3. 阎化一（1952年8月—1954年10月，第五军政治部主任） |

第五军下辖两个步兵师和两个独立骑兵团。属第一野战军序列：
- 第13师：(在特克斯骑兵一团的基础上扩建) 师长买买提明·伊敏诺夫，政委马洪山。驻喀什。
  - 37团驻扎阿克苏，团长巴依扎阔夫·阿曼托尔（巴依扎提夫·阿满土尔），政委王刚真。
  - 38团驻扎喀什，团长马木托夫·库尔班（买合买托付·库尔班）。
  - 39团驻扎和田，团长艾波德列依木·沙木沙克（阿不都热衣木·沙木沙克），政委黄威。
  - 师炮兵营：驻惠远,直属军部领导.
- 第14师：在民族军中线部队及军直属部队的基础上组建。驻防伊犁塔城。直属队驻乌苏，后移驻塔城、绥定。师长依不拉依木·巴依（依不拉因拜）/阿里木坚诺夫·乌拉拜音，政委胡真。
  - 第40团：伊犁预备4团为基础组改编。驻迪化。团长约瑟夫·马克苏提江（玉素甫夫·买合木提江），政委董善生。第三营营长司马义诺夫，1950年5月参加伊吾保卫战的解围。
  - 41团：乌苏步兵一团为基础改编。驻塔城，团长艾列克桑克（阿勒克司马塔衣），政委张师峰。
  - 42团：以伊犁步二团,蒙古族骑兵营为基础组建。驻伊宁，团长乌斯曼·拉玛桑（乌斯曼诺夫热木赞）。
  - 师直属炮兵营：以和丰骑二团、塔城骑四团之一部组成。
- 第43团：以阿山骑兵团及塔城骑四团之一部为基础组建，团长巴达里汗·苏古尔巴耶夫（苏库尔巴由夫拜得力汗）。驻新源阿拉吐拜，不久移防乌苏和安集海。又称独立骑兵第一团、承化骑兵第一团。
- 第44团：又称果子沟骑兵第二团，团长苏巴洪(苏发宏)，政委崔宝成。 又称独立骑兵第2团、果子沟骑兵第二团。
- 军直（伊宁）城防营
- 军直战斗营
- 军直后备队
- 军直警卫连
- 军直教导营
- 军直医院

根据1950年9月五军副军长兼参谋长马尔果夫的一个统计资料，当时第五军全军中哈萨克族人6866人，维吾尔族人5567人，柯尔克孜族人206人，回族229人，汉族人92人，塔塔尔族人185人，俄罗斯族人487人，蒙古族人731人，达斡尔族人21人，锡伯族人159人，塔吉克族人8人，乌兹别克族人183人，共计14840人。
1951年7月中旬，新疆军区党委发布了《关于在五军建立政治委员制度及政治工作制度，开展政治整军的决定》，要求在民族五军开展以阶级教育为中心的政治整军工作，纯洁队伍。1951年9月上旬，中共中央新疆分局和新疆军区党委联合下发《关于改造、提高五军工作的决定》，这次运动的重点是要清除对第五军危害最大的各种思潮的影响，树立热爱祖国和全心全意为人民革命事业工作、维护劳动人民利益的思想。
1952年3月7日，在巩留组建第15师，冯祖武任师长，贺劲南任政治委员，副师长胡天舜，辖第13团、骑兵团、通信团。早在1951年，伊犁先后发生了昭苏夏塔事件和巩留叛匪围攻县委机关的事件，伊犁地区的形势十分不稳定，叛匪活动猖獗。1951年10月初，解放军第五师（老三五九旅）第十三团团长冯祖武、政委贺劲南奉命率部从库车移师伊宁地区，与第六军骑兵团、新疆军区通讯团，准备组建第15师。第13团副团长柴恩元率冯贺支队（即第一营，含三个步兵连、一个机枪连、一个迫击炮排，配备电台1部）先行赶赴伊宁，与第六军骑兵团和第五军一部组成剿匪指挥部，奔赴巩留地区全歼残匪，以确保伊犁地区东五县的社会治安和各族人民生命财产的安全，并协助建党建政，巩固人民政权；努力发展生产，做好屯垦准备。莫合剿匪任务历时4个月完成，俘获残匪266人，一营战士90％冻伤，9人牺牲。1952年2月初，冯祖武率第13团直属队、炮兵连、特务连、第二营，分别从库车、阿克苏乘车绕道乌鲁木齐赴伊犁；后勤人员和骡马大队，从2月中旬至5月底，分3批先后穿越天山，取捷径直插伊犁东部巩留。十三团分兵于巩留、特克斯、昭苏三个县的十几个设防点。团部则随新成立的第十五师驻扎在巩留县肖尔布拉克一个小村子。从1952年春季开始，第13团在伊犁河上游，巩留县西部，野马渡东侧，特克斯河、巩乃斯河和喀什河的交汇地段开始开发高尔基垦区（哈萨克语“阔尔吉尕”音译而来的，意思是“荒凉的沟壑”），仅用一年时间，建成了拥有两条灌渠（即：33公里的维吾尔大渠、14.5公里的乌木尔渠）和5.6万亩耕地，年产300万公斤粮油的初具规模的垦区。1953年春，第13团一营跟随十五师师部和十三团团部、团直属队从高尔基垦区移驻新源县西部的肖尔布拉克开荒；二营所属的七连、八连调至高尔基，五连、六连仍然驻防特克斯县城和昭苏县城。
1952年10月，伊犁军区缩编成伊犁军分区。
1953年5月，新疆军区把下属部队分别整编成国防部队、生产部队，第二军、第五军、第六军各2个师以及第二十二兵团5个师等部共15万人改编成10个农业建设师、1个工程建设师、4个建筑工程独立团；撤销第二军、第六军番号。第五军除13师38团和14师40团保留外，第13师改编为喀什军分区，第14、第15师改编为农业建设第3师（驻霍城，师长尼基金，政委买买提明·伊敏诺夫，未正式组建，1954年1月撤销师番号，所辖七、九团改名为独立农场和独立牧场，1956年划归农四师）、农业建设第4师（驻新源县肖尔布拉克，1956年迁伊宁市，辖十团（原解放军第5师第13团、十一团、十二团，师长冯祖武，政治委员胡田勋）。
1954年，新疆相关政策做了进一步调整。牧主经济实行“不斗、不分、不划分阶级”；民族区域自治、宗教信仰自由等被确定为政府在牧区现行政策宣传的重点。干部审查中，将曾参加过三区革命和“反蒋”斗争的各级干部列为不予审查历史情况的人员。
1954年10月7日，根据中央军委及中国人民解放军总参谋部电令，第五军改编为伊犁哈萨克自治区军区；1955年1月4日，改称伊犁哈萨克自治州军区；1955年10月31日，改称伊犁军区；1969年12月，改称北疆军区；1985年8月30日，北疆军区撤销，下属各军分区及野战部队转隶新疆军区直辖。
解放军1988年授衔时，马米托夫·吐尔逊被授予中将军衔，乌拉太也夫被授予少将军衔。